# Идеализированное проектирование
Идеализированное проектирование (англ. idealized design) — процесс создания совершенного видения будущего системы, которое может представить проектировщик. Это проектирование совершенно нового поколения систем для замены ныне существующих.
В идеализированном проектировании будущее учитывается через предположения проектировщиков. Прогнозы описывают вероятное будущее, предположения — возможное будущее.

## Применение

### В управлении портфелем проектов
В методологии управления портфелем проектов под идеализированным проектированием понимается создание проекта с желательными параметрами с учетом:
- Предположения об исчезновении существующей системы
- Рассмотрения будущего как возможности реализации одного (или нескольких)  из возможных сценариев без разработки вероятностного прогноза
- Сосредоточения на желательном, а не на возможном
- Предположении о наличии ресурсов для достижения желательных параметров

### Ограничения идеализированного проектирования
- Технологическая осуществимость
- Способность выжить в окружающей среде после внедрения
- Возможность изменения в будущем

## Процесс идеализированного проектирования
Процесс идеализированного проектирования состоит из двух частей:
1. Идеализация:
- формулирование проблемного месива
- планирование целей

2. Реализация:
- планирование средств
- планирование ресурсов
- проект внедрения в жизнь
- проект контроля и управления

### Формулирование проблемного месива
Месиво проблем — ряд взаимосвязанных угроз и возможностей.
Формулирование проблемного месива включает 4 этапа:
- Выполнение анализа системы (серия блок-схем)
- Выполнение анализа препятствий
- Определение опорных проекций (к чему придет организация без изменений)
- Подготовка презентации месива

### Планирование целей
Должно отвечать на вопрос: какой хотели бы проектировщики видеть организацию, если бы она могла быть какой угодно?
Включает в себя следующие этапы:
- Определение идеального состояния системы
- Определение разрыва между текущим и идеальным состоянием
- Определение причин разрыва

### Планирование ресурсов
Включает в себя следующие этапы:
- Определение объема каждого вида ресурсов — персонала, денег, материалов и услуг, помещений, оборудования, а также информации и знаний. Определение того, когда и где должны быть размещены указанные ресурсы.
- Определении  объемов каждого типа ресурсов, которые будут доступны в нужное время и нужном месте, определение разницы между тем, что будет доступно и что будет требоваться — для каждого отдельного случая.
- Определение, что должно быть сделано при нехватке или избытке, обнаруженных на предыдущем этапе.

### Реализация
1. Определение средств преодоления разрыва
2. Планирование ресурсов
3. Разработка проекта внедрения:
- декомпозиция работ
- сроки
- исполнители
- ресурсы

4. Реализация и контроль

### Сайты организаций
- Официальный сайт Института Управления Проектами (PMI)
- Официальный сайт Международной Ассоциации Управления Проектами (IPMA)